# Borgviks församling
Borgviks församling var en församling i Karlstads stift och i Grums kommun. Församlingen uppgick 2010 i Ed-Borgviks församling.

## Administrativ historik
Församlingen bildades 11 januari 1716 ur Grums församling och var till 1 maj 1921 annexförsamling i pastoratet Nor, Segerstad, Grums, Ed och Borgvik. Från 1 maj 1921 till 2010 var församlingen annexförsamling i pastoratet Ed och Borgvik. Församlingen uppgick 2010 i Ed-Borgviks församling.

## Kyrkor
- Borgviks kyrka